# Tabakmühle
Tabakmühle ist ein Gemeindeteil der Gemeinde Stadlern im Oberpfälzer Landkreis Schwandorf in Bayern.

## Geographische Lage
Das Gebäude der Einöde Tabakmühle liegt im Tal des Schnabellohrbaches, eines Oberlaufs des Hüttenbachs südwestlich von Stadlern. Die Tabakmühle ist, von Stadlern aus die zweite Mühle am Schnabellohrbach (darüber: Stadlermühle). Stadlern liegt rund 2 Straßen-Kilometer entfernt.

## Geschichte
Die Tabakmühle wurde 1809 erstmals schriftlich erwähnt. Das bayerische Urkataster zeigt die „Tabackmühl“ in den 1810er Jahren mit einer Herdstelle. Etwa 50 m nördlich wurde der Schnabellohrbach zu einem etwa 1000 m² großen Mühlenteich angestaut.
Zu dieser Zeit war Tabak eine wichtige Handelsware in Stadlern. Es gab dort eine Tabakfabrik, die als Spezialität Tabakdosen herstellte. Die östlich angrenzenden etwa 2,5 Hektar großen Mühlwiesen dienen heute als Kläranlage der Gemeinde Stadlern.